# مونيكا سنار
مونيكا سنار (مواليد 27 مايو 1971) عارضة أزياء وممثلة كندية، ظهرت في أكثر من 50 دورًا سينمائي وتلفزيوني، منها مسلسل ذا بولد أند ذا بيوتيفول , سيد الوحش، وقدمت أدور كضيفة في بيفرلي هيلز 90210 ، و أندروميدا ، ومسلسل كارولين في المدينة ، و ذا كينغ أوف كوينز
و  متصدع ", قامت أيضًا بعدد من الأفلام، مثل الحب على الجانب , و فيلم جونيور.

## روابط خارجية
- مونيكا سنار على موقع IMDb (الإنجليزية)
- مونيكا سنار على موقع ألو سيني (الفرنسية)
- مونيكا سنار على موقع أول موفي (الإنجليزية)
- مونيكا سنار على موقع قاعدة بيانات الأفلام السويدية (السويدية)
- مونيكا سنار على موقع قاعدة بيانات الفيلم (الإنجليزية)
- مونيكا سنار على موقع كينوبويسك (الروسية)
- مونيكا سنار على موقع دليل عارضات الأزياء (الإنجليزية)

- الموقع الرسمي